# Stade municipal de Ouagadougou
Le Stade municipal de Ouagadougou ou Stade Dr Issoufou Joseph Conombo  est un stade multi-usage situé à Ouagadougou, Burkina Faso,.
Il est actuellement principalement utilisé pour les matchs de football et abrite le club du Santos FC. Le stade peut accueillir 25 000 personnes.